# チャールズ・ウェズリー・ヴァーゼル
チャールズ・ウェズリー・ヴァーゼル（Charles Wesley Vursell、1881年2月8日 - 1974年9月21日）は、イリノイ州出身の米国下院議員で、カール・バート・アルバート (Carl Bert Albert) の従兄である。
イリノイ州セイラム出身。マリオン郡の公立学校に通った。1904年に金物商となり、1910年から1914年までマリオン郡の保安官を、また1914年から1916年まで下院議員を務めた。1916年から1948年まで『セイラム・リパブリカン (Salem Republican) 』のオーナー兼出版者であった。
ヴァーゼルは、第78議会及び後続する7つの議会（1943年1月3日 - 1959年1月3日）で共和党員として選出された。1958年、第86議会議員選挙で再選を期すも落選。引退後はセイラム（イリノイ州）に居住し、同地で1974年9月21日に死去。イースト・ローン墓地 (East Lawn Cemetery) に埋葬された。